# La clase de danza
La clase de danza (en francés, Chasse de danse) es una obra del pintor francés Edgar Degas, realizada en 1871 y conservada en el Museo Metropolitano de Arte de Nueva York. Fue la primera obra de Degas dedicada al ballet y representa una clase de danza en la ópera de París. La bailarina del centro es Josephine Gaujelin (o Gozelin).

## Descripción
La obra, aunque realizada en 1871 y por tanto tres años antes de la primera exhibición impresionista en el estudio de Nadar, ya resume todos los temas de la madurez artística de Degas. La clase de danza, de hecho, es una de las primeras pinturas que el pintor dedica a la serie de las bailarinas de ballet, tema que le fascinó. Sin embargo, no se sentía nada atraído por las luces del escenario, sino que prefería colarse entre las bambalinas, en el foyer de la danza, donde podía representar sin artificios el duro trabajo de las petit rats de l'opéra, obligadas a ejercerlo para poder satisfacer al público cada vez que se levantaba el telón. No en vano, estas «pequeñas Nanà» eran en su mayoría de baja extracción social y divisaban en el brillante escenario de la ópera una posibilidad de ascenso social: por lo tanto se trataba  de un tema que no solo rebosaba modernidad, sino que colmaba también la búsqueda de realismo de Degas.

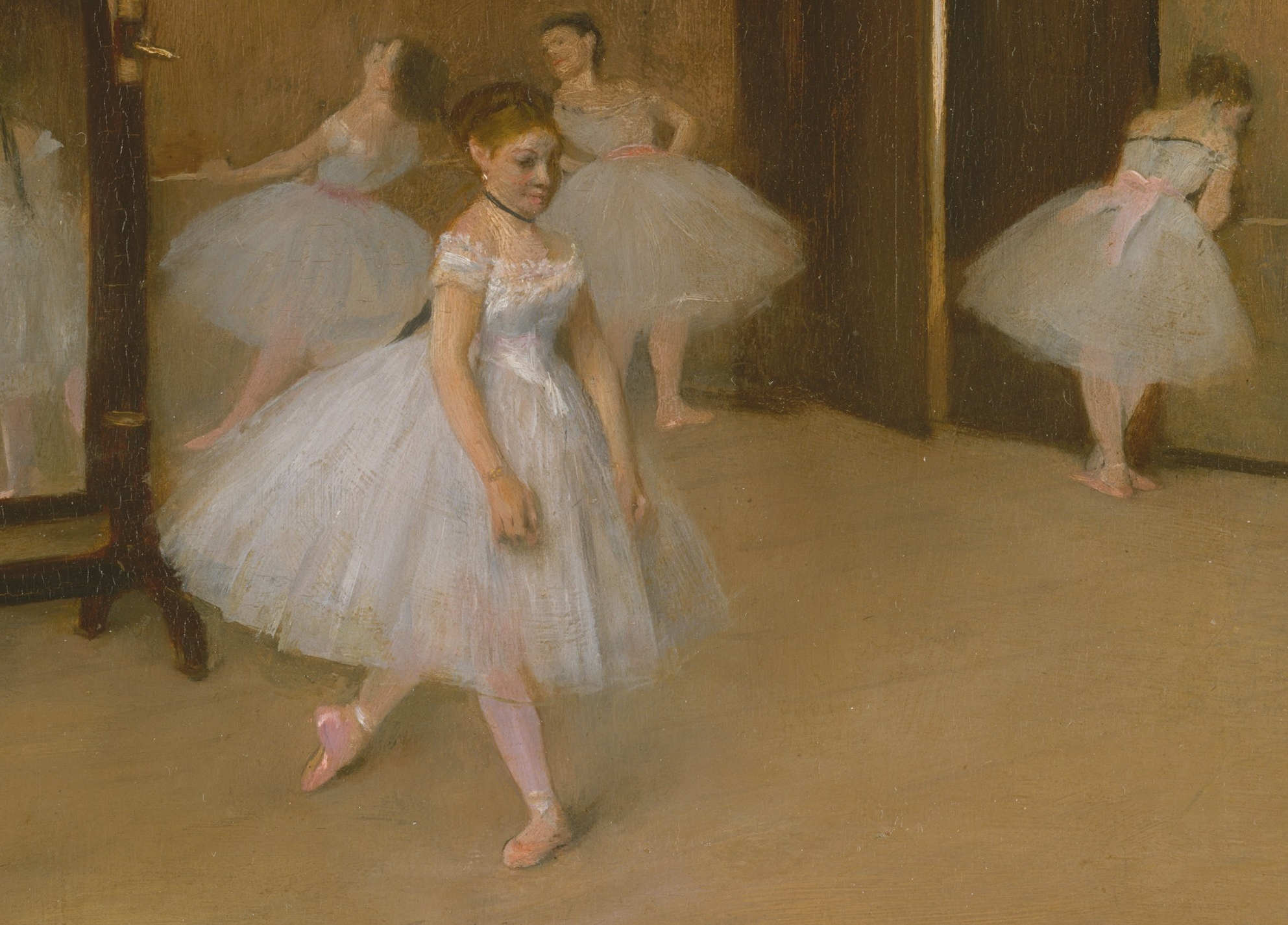
La clase de danza, detalle de las bailarinas.

En La clase de danza, hoy expuesta en el Museo Metropolitano de Arte de Nueva York, Degas registra un momento cualquiera de una lección de danza, e indaga en los gestos y las actitudes de este grupo de jóvenes bailarinas con meticulosidad. De estas, una es sorprendida mientras ensaya un paso de danza; otras, en cambio, observan los movimientos de la compañera o, tal vez, escuchan diligentemente al maestro anciano, sentado contra un piano cerrado tocando el violín y valorando cuidadosamente el rendimiento de la alumna que se está exhibiendo. Una de las chicas se está incluso calentando en la barra, esperando a su vez su propio turno de prueba e ignorando el suave parloteo de algunas de sus compañeras más perezosas. El pincel de Degas no pasa por alto tampoco a la joven en el extremo derecho, captada de espaldas con la cabeza dirigida hacia la pared, en un momento de gran postración: probablemente está agotada por la fatiga, o quizás abatida por el mal resultado de un ejercicio que ha intentado y reintentado infinitas veces.
Son muchos los detalles que contribuyen a dar al conjunto un sereno realismo. Abajo a la izquierda se ve una regadera, instrumento que alude en broma a los movimientos del violinista: el sombrero de copa negro del maestro también en el suelo le sirve para guardar partituras, cerca del estuche del violín. Es significativo notar que en esta obra Degas no hace posar a sus jóvenes musas, sino que se limita a observarlas en silencio y las representa con toda naturalidad, «como mirándolas desde el ojo de una cerradura». El corte que Degas impone a la obra es efectivamente de tipo fotográfico, a tal punto que el codo de una de las bailarinas queda cortado fuera del encuadre. El espacio pictórico, aprisionado en el corte «a tijera» del cuarto, es particularmente amplio y se expande hacia la izquierda, donde Degas elabora un doble sistema de iluminación con espejos, vidrios reflejando y aberturas luminosas. De ese modo la realidad espacial se dilata y se «crea un largo vuelo de cándidas bailarinas, verdaderas e ilusorias al mismo tiempo» (Alessandra Borgogelli), en un continuo rebote entre fondo y superficie: extraído, probablemente, de una referencia a Las meninas, obra maestra de Diego Velázquez donde un análogo juego de reflejos construye la espacialidad completa del cuadro. También la textura luminosa de la obra es plasmada por Degas con gran detalle y cariño: la atmósfera quieta y tranquila de la sala, de hecho, está impregnada de una luz dorada que, cayendo de una ventana presente en el cuarto y reflejada en el espejo, carga la composición de una pátina casi monócroma que destaca los movimientos de las bailarinas.